# Cisterna di Latina
Cisterna di Latina – miasto i gmina we Włoszech, w regionie Lacjum, w prowincji Latina.
Według danych na rok 2004 gminę zamieszkiwało 31 839 osób, 224,2 os./km².

## Miasta partnerskie
- Fort Smith
- Grombalia